# Камалова, Камара
Кама́ра Шадма́новна Кама́лова (узб. Qamara Shodmonovna Kamolova; род. 9 декабря 1938, Бухара, Узбекская ССР) — советский и узбекский кинорежиссёр и сценарист. Заслуженный деятель искусств Узбекской ССР (1982).

## Биография
В 1962 году окончила режиссёрское отделение ВГИКа (мастерская Льва Кулешова). Начала свой путь в кинематограф как аниматор. С 1977 года — в игровом кино. Автор сценариев большинства своих фильмов.

## Фильмография

### Режиссёр
- 1964 — Добрый день (короткометражный)
- 1966 — Необычайное приключение
- 1967 — Кто сделал облако
- 1967 — Рахим и жук
- 1968 — Дороже золота
- 1969 — Попрыгунчик
- 1969 — Счастье, вернись!
- 1970 — Девочка и звёздочка
- 1971 — Солнечный луч
- 1972 — Мал, да удал
- 1975 — Горькая ягода
- 1978 — Чужое счастье
- 1980 — Завтра выйдешь?
- 1984 — Наш внук работает в милиции
- 1984 — Велосипедик убежал
- 1986 — О том, чего не было
- 1988 — Дикарь
- 1995 — Всё вокруг засыпало снегом
- 2006 — Дорога под небесами
- 2013 — Не забудь меня
- 2022 — Дорога в никуда / Ким деяй сени? (Узбекистан)[1]

## Награды
- Специальный диплом жюри по разделу детских фильмов X-го Московского международного кинофестиваля (1977) — за фильм «Горькая ягода»
- Премия Всесоюзного кинофестиваля (1979) — за фильм «Чужое счастье»
- Заслуженный деятель искусств Узбекской ССР (1982)
- Премия Ленинского комсомола (1983) — за художественные фильмы «Горькая ягода» (1975), «Чужое счастье» (1978), «Завтра выйдешь?» (1980)
- Государственная премия Республики Узбекистан второй степени (2007)[2]